# Antygona (żona Pyrrusa)
Antygona (gr: Ἀντιγόνη, Antigόnē) (zm. 297/296 p.n.e.) – królowa Epiru, córka możnowładcy macedońskiego Filipa i Bereniki, przyszłej żony Ptolemeusza I Sotera, króla Egiptu. Pierwsza żona Pyrrusa, króla Epiru.
Pyrrus będąc zakładnikiem na dworze egipskim, dobrze się tam sprawował. Dzięki czemu uzyskał przychylność króla Ptolemeusza I Sotera i królowej Bereniki I. Za swoje zachowanie otrzymał Antygonę, pasierbicę króla ok. roku 300 p.n.e. Ta była dla niego dobrą żoną, bowiem dzięki jej wstawiennictwu uzyskał pomoc finansową i wojskową na odzyskanie tronu Epiru. Niedługo po ślubie Antygona zmarła. Miała z mężem dwoje dzieci (syna i córkę):
- Ptolemeusz (ur. ok. 299, zm. 272 p.n.e.), królewicz oraz wódz epirocki,
- Olimpias (zm. ok. 234 p.n.e.), przyszła żona brata przyrodniego Aleksandra II, przyszła regentka królestwa Epiru.